# Arno Schmidt

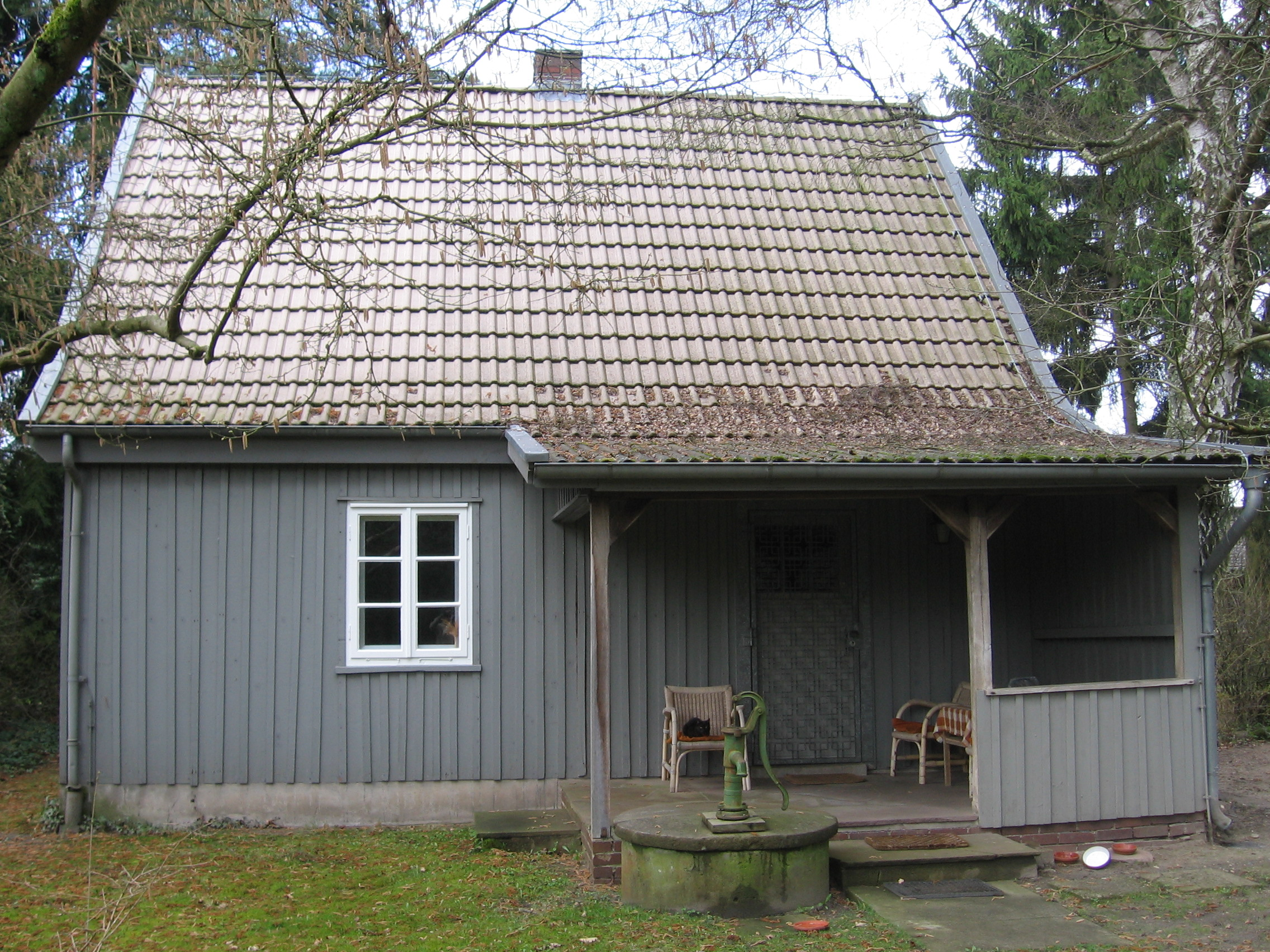
Arno Schmidt bargfeldi háza

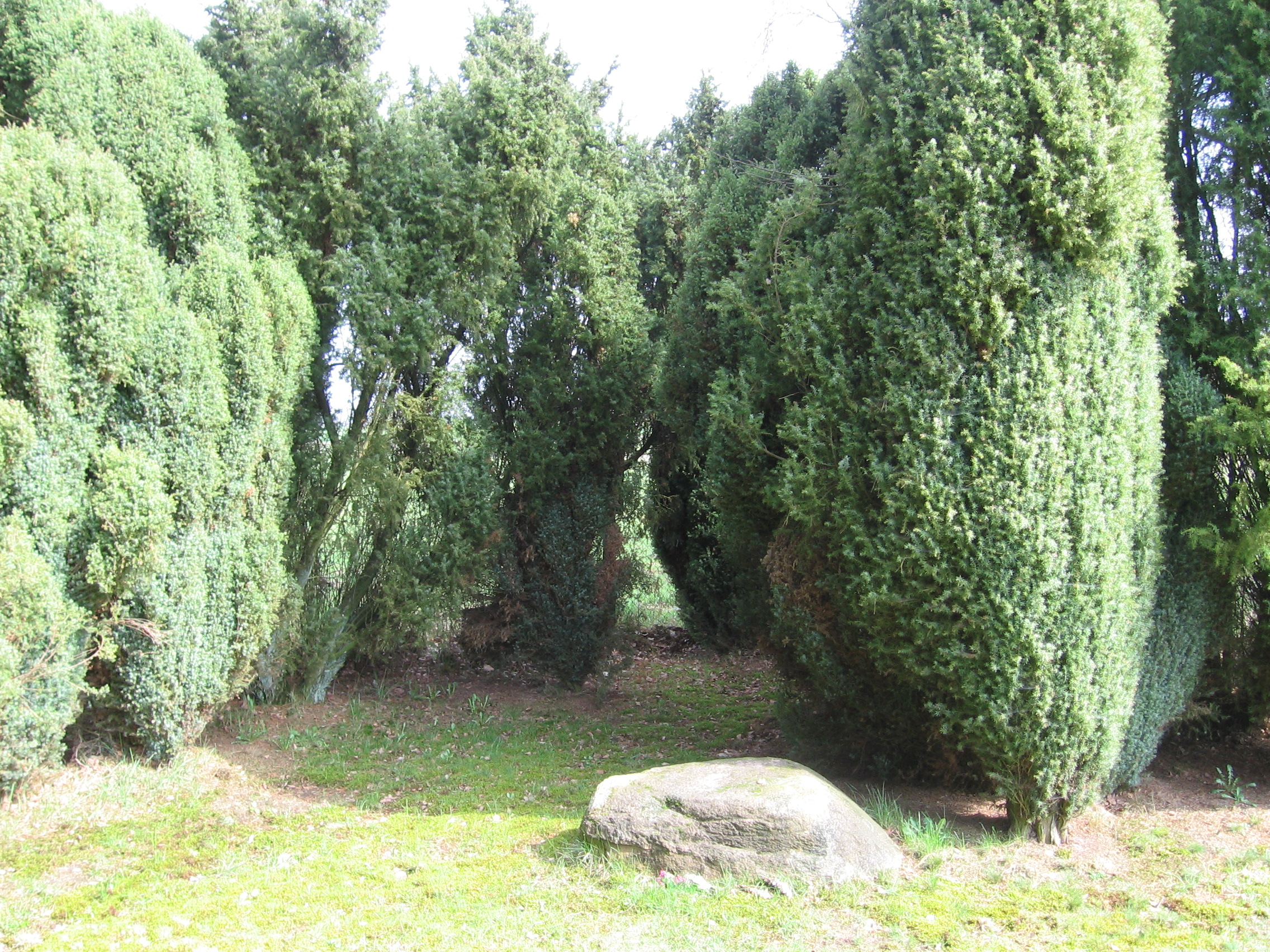
Schmidt sírja bargfeldi házának kertjében

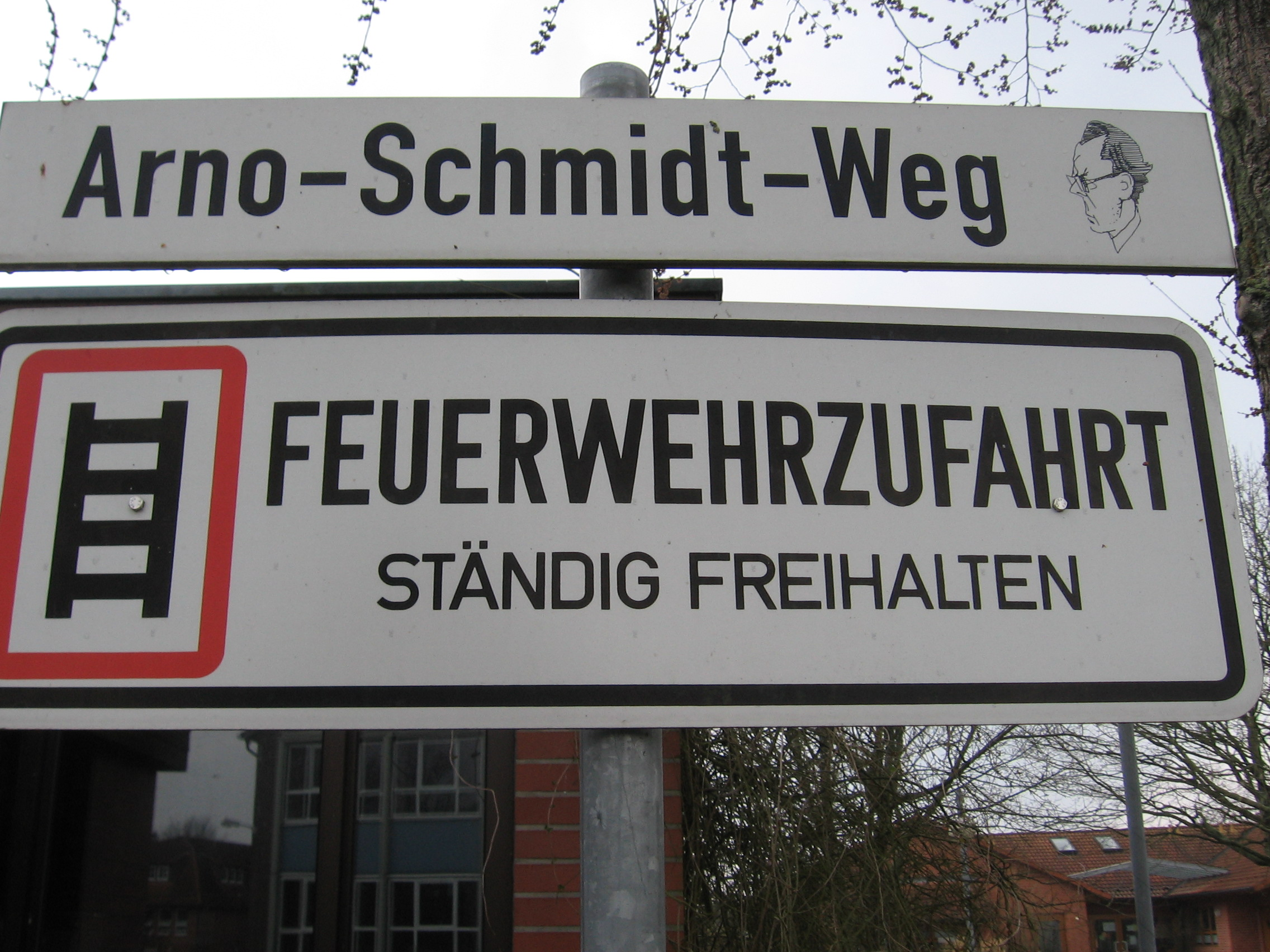
Arno-Schmidt-Weg utcanévtábla a németországi Eschede faluban

Arno Schmidt (Hamburg-Hamm, 1914. január 18. – Celle, 1979. június 3.) német író és fordító volt. A német nyelvterületen kívül kevéssé ismert, részben azért, mert művei komoly kihívást jelentenek a fordítók számára. Bár Németországban nem tartozik a népszerű szerzők közé, a kritikusok és írók gyakran a 20. század egyik legfontosabb német nyelvű írójának tartják.

## Életrajza
Hamburgban született egy rendőrőrmester fiaként, majd 1928-ban, édesapja (1883-1928) halála után édesanyjával (1894-1973) szülővárosába, Laubanba Felső-Lausitz (Oberlausitz), majd Alsó-Szilézia, ma Lengyelország) költözött, és Görlitzben járt középiskolába, valamint az ottani kereskedelmi iskolába. Az iskola elvégzése után néhány hónapig munkanélküli volt, majd 1934-ben kereskedelmi tanoncként kezdett dolgozni egy greiffenbergi textilipari vállalatnál. Tanulmányai befejezése után ugyanannál a vállalatnál helyezkedett el, mint készletkönyvelő. Ez idő tájt, a cégnél ismerkedett meg későbbi feleségével, Alice Murawskival. A házaspár 1937. augusztus 21-én kötött házasságot; gyermekük nem született.
A II. világháború kezdetén, 1939-ben Schmidtet besorozták a Wehrmachtba, ahol matematikai képességei miatt a tüzérséghez került. Először Elzászban, majd 1941 után a meglehetősen csendes Norvégiában szolgált. 1945-ben Schmidt önként jelentkezett aktív frontszolgálatra Észak-Németországba, hogy rövid hazalátogatást kapjon. Mivel a háború nyilvánvalóan elveszett, ezt a látogatást arra használta fel, hogy megszervezze felesége és a saját szökését Németország nyugati részébee, hogy elkerülje a Vörös Hadsereg általi elfogását, amely arról volt ismert, hogy sokkal keményebben bánt a hadifoglyokkal és a német civilekkel. Schmidt Alsó-Szászországban feladta magát a brit erőknek. Menekültként Schmidt és felesége szinte minden vagyonukat elvesztették, köztük nagy becsben tartott könyvgyűjteményüket is.
A brit hadifogolyként, majd egy rendőriskola tolmácsaként eltöltött idő után Schmidt 1946-ban szabadúszó íróként kezdte pályafutását. Mivel háború előtti lakhelye, Lubań immár lengyel közigazgatás alatt állt, Schmidt és felesége a hatóságok által a későbbi Nyugat-Németország számos helyére költöztetett több millió menekült közé tartozott. A bizonytalanság és a mélyszegénység időszakában Schmidtéket a nővérének az USA-ból küldött CARE csomagjai tartották el (nővére, Lucie 1939-ben emigrált az USA-ba férjével, Rudy Kieslerrel, egy zsidó német kommunistával együtt). Ideiglenes szállások vezették Schmidtéket Cordingenbe (Bomlitz mellett), Gau-Bickelheimba és Kastelbe (ez utóbbi kettő az újonnan alakult Rajna-vidék-Pfalz tartományban). Kastelben a bíróságon istenkáromlással és erkölcsi felforgatással vádolták, ami akkoriban még bűncselekménynek számított Nyugat-Németország egyes katolikus régióiban. Ennek következtében Schmidt és felesége a hesseni protestáns Darmstadt városába költözött, ahol az ellene indított pert elutasították. 1958-ban Schmidték a kis Bargfeld faluba (ma Eldingen része) költöztek, ahol életük végéig maradtak, Schmidt 1979-ben, felesége, Alice 1983-ban halt meg.

## Írói stílus és személyes filozófia
Schmidt szigorú individualista, szinte szolipszista volt. A náci Németországban szerzett tapasztalatai miatt rendkívül pesszimista világnézetű volt. Az 1951-ben megjelent Schwarze Spiegel (Sötét tükör) című művében úgy írja le utópiáját, mint egy antropogén apokalipszis utáni üres világot. Bár nem volt a hagyományos értelemben vett deista, azt vallotta, hogy a világot egy Leviatán nevű szörnyeteg teremtette, akinek ragadozó természete átöröklődött az emberekre. Mégis úgy gondolta, hogy ez a szörnyeteg nem lehet túl erős ahhoz, hogy megtámadják, ha az emberiségnek úgy tetszik.
Írói stílusát a köznyelvi nyelvezet egyedi és szellemes feldolgozása jellemzi, ami számos lelkes csodálót szerzett neki. Emellett kidolgozott egy helyesírást, amellyel a szavak valódi jelentését és egymás közötti összefüggéseiket vélte feltárni. Az egyik legtöbbet idézett példa a „Roh=Mann=Tick” használata a „Romantik” helyett (a romantikát mint a nem finomkodó férfiak őrületét leleplezve). Az eredeti jelentésmagokat tartalmazó szavak atomjait Etimeknek (etimuszoknak) nevezte.

## Zettels Traum
Az etimológiáról szóló elméletét főművében, a Zettels Traum-ban fejti ki, amelyben egy középkorú író tudatfolyamszerűen kommentálja Edgar Allan Poe műveit, miközben egy Poe-fordításról beszélget egy fordítópárossal, és flörtöl a tizenéves lányukkal. Schmidt maga is elkészítette Edgar Allan Poe műveinek fordítását (1966-1973, Hans Wollschlägerrel együtt). Egyes kritikusok még a Zettels Traum-ot is nem-művészetnek vagy merő ostobaságnak, magát Schmidtet pedig „pszichopatának” minősítették. Schmidt ezoterikus, és műveinek nem-művészetként való megítélése azonban mára elhalványult, és ma már a 20. század fontos, bár rendkívül excentrikus német írójának tekintik.

## Egyéb, kisebb munkák
Az 1960-as években a német rádiók számára egy sor színdarabot írt, amelyekben elfeledett vagy kevéssé ismert és szerinte nagyon alulértékelt szerzőket mutatott be, például Johann Gottfried Schnabelt, Karl Philipp Moritzot, Leopold Schefert, Karl Ferdinand Gutzkowot és másokat. Ezek a „játékok” alapvetően irodalomról szóló beszélgetések két-három résztvevővel, valamint az idézetek hangjaival (Schmidt a Finnegans Wake fordításaihoz adta a hangját, amelyeket a Der Triton mit dem Sonnenschirm [1961] című művében idézett). Ezekből az úgynevezett „rádió-esszékből” tizenegyet 2003-ban 12 audio CD-n újra kiadtak.

## Az utolsó évek
1971 Schmidtet Lars Gyllensten, a Svéd Akadémia tagja irodalmi Nobel-díjra jelölte. De mivel Schmidt egyik műve sem kelt el néhány ezer példánynál többször (nyíltan bevallotta, hogy csak annak a kis maroknyi embernek írt, akik értékelni tudták műveit), mélyszegénységben élt. Élete utolsó éveiben anyagilag Jan Philipp Reemtsma filológus és író, a német Philipp F. Reemtsma cigarettagyáros örököse támogatta. Schmidt utolsó befejezett regénye az Abend mit Goldrand (1975) volt, amelyet egyes kritikusok dicsértek verbális leleményességéért, bár sokan nehezen emésztették meg a könyv erotikus témáit. Egy cellei kórházban halt meg 1979. június 3-án, miután agyvérzést kapott.

## Posztumusz örökség
A Dalkey Archive Press újra kiadta Schmidt öt kötetét John E. Woods fordításában. A sorozat a Collected Novellas, Collected Stories, Nobodaddy's Children, Two Novels és legutóbb a Bottom's Dream című köteteket tartalmazza. Az újrakiadásokat az „Arno Schmidt újrafelfedezése” rendezvényekkel egy időben tervezték az Egyesült Államokban, az Egyesült Királyságban és a kontinentális Európában. A bargfeldi Arno Schmidt Alapítvány (Arno Schmidt Stiftung) Jan Philipp Reemtsma támogatásával kiadja teljes műveit.
Schmidt nevét említi Roberto Bolaño 2666 című regénye.

### Arno Schmidt-díj
Az Arno Schmidt-díj, amelyet az Arno Schmidt Alapítvány ítélt oda 1981 és 1988 között, 50.000 DM (kb. 25.000 euró) összeggel volt dotálva. A díjat eddig mindössze négy alkalommal ítélték oda:
- 1982: Hans Wollschläger(wd)
- 1984: Wolfgang Koeppen
- 1986: Peter Rühmkorf(wd)
- 1988: Karlheinz Deschner(wd)

Ezt követően a díjat kétéves Arno Schmidt-ösztöndíjjá alakították át, amelyet 36 000 euróval dotáltak.

### Arno Schmidt-ösztöndíjasok
- 1992/1993: Ulrich Holbein(wd)[14]
- 1994/1995: Andreas Eschbach
- 1996/1997: Werner Kofler(wd)
- 2000/2001: Kurt Drabert
- 2000: Georg Martin Oswald(wd)
- 2002/2003: Friederike Kretzen(wd)
- 2005/2006: Reinhard Jirgl(wd)
- 2007/2008: Werner Fritsch(wd)[15]
- 2015/2016: Andreas Maier(wd)
- 2018/2019: Georg Klein(wd)

## Bibliográfia

### Regények
- Brand's Haide (1951) Brand's Heath
- Schwarze Spiegel (1951) Fekete tükrök
- Aus dem Leben eines Fauns (1953) Jelenetek egy faun életéből
- Das steinerne Herz (1954) A kőszív
- KAFF auch Mare Crisium (1960). B/Moondocks
- Nobodaddy's Kinder (1963) Nobodaddy gyermekei; benne: Aus dem Leben eines Fauns, Brand's Haide, Schwarze Spiegel
- Zettels Traum (1970) Zettel álma
- Die Schule der Atheisten (1972). Az ateisták iskolája
- Abend mit Goldrand (1975) Est aranyszegéllyel
- Julia, oder die Gemälde, Julia, vagy a festmények (befejezetlen , 1983)

### Novellák és elbeszélések
- Leviathan (1949) Tartalma: Enthymesis, Gadir, Leviathan
- Die Umsiedler – 2 Prosastudien (1953) Az áttelepülők – 2 prózatanulmány, Benne: Die Umsiedler és Alexander
- Seelandschaft mit Pocahontas (1955) Tengeri táj Pocahontasszal
- Kosmas oder Vom Berge des Nordens (1955)
- Tina oder über die Unsterblichkeit (1956)
- Goethe und einer seiner Bewunderer (1957)
- Die Gelehrtenrepublik (1957). Tudósköztársaság
- Rosen und Porree (1959) Gyűjtemény: Pocahontas, Die Umsiedler, Alexander és Kosmas
- Kühe in Halbtrauer (1964) Tehenek félgyászban, Később Ländliche Erzählungen (Vidéki mesék) címmel jelent meg
- Trommler beim Zaren (1966) Novellás antológia

### Párbeszédek
- Massenbach, Cooper, Brockes, Fouqué, Pape, Schnabel, Europa, Wieland, Meyern, Meisterdiebe, Klopstock, Moritz
- Joyce, May, Stifter, Krakatau, Herder, Vorspiel, Oppermann, Wezel, Kreisschlösser, Müller, Tieck, Schefer, Dickens
- Das Zweite Programm, Joyce, May, Frenssen, Stifter, Gutzkow, Lafontaine, Joyce, Collins, Bulwer-Lytton, Spindler